# Allophyllum glutinosum
Allophyllum glutinosum là một loài thực vật có hoa trong họ Polemoniaceae. Loài này được (Benth.) A.D.Grant & V.E.Grant mô tả khoa học đầu tiên năm 1955.